# Arene
Arene (in greco antico: Ἀρήνη?, Arḗnē) è un personaggio della mitologia greca. Fu regina di Messene ed eponima della città di Arene.

## Genealogia
Figlia di Ebalo e di Gorgofone, sposò Afareo e divenne madre dei gemelli Idas e Linceo e di Piso.

## Mitologia
Arene oltre ad essere la moglie di Afareo re di Messene, era anche la sorellastra di costui, tali matrimoni a quell'epoca non apparivano innaturali e neanche insoliti.

Quando i due figli crebbero diventarono abilissimi guerrieri, famosi per le loro continue dispute contro i Dioscuri, che alla fine vedranno entrambi cadere per mano del nemico.
Arene ebbe anche una relazione con Poseidone il dio dei mari e si ritiene che Idas avrebbe discendenze divine.